# Peter Vargo
Peter Vargo (* 1. Oktober 1941; † 14. März 2017) war ein österreichischer Fußballspieler und Nationalspieler.

## Karriere

### Vereine
Vargo spielte im Alter von 18 Jahren für den FK Austria Wien in der Staatsliga, der seinerzeit höchsten Spielklasse im österreichischen Fußball. Von 1959 bis 1965 bestritt er 56 Punktspiele, in denen er drei Tore erzielte. Sein Debüt im Seniorenbereich gab er am 25. Oktober 1959 (9. Spieltag) bei der 0:1-Niederlage im Auswärtsspiel gegen den 1. Simmeringer SC. Sein erstes Tor gelang ihm am 2. Juni 1962 (24. Spieltag) beim 3:0-Sieg im Heimspiel gegen den SV Stickstoff Linz mit dem Treffer zum Endstand in der 63. Minute. Des Weiteren kam er in vier aufeinander folgenden Jahren im Wettbewerb um den ÖFB-Cup in insgesamt neun Spielen zum Einsatz, in denen er zwei Tore erzielte. Während seiner Vereinszugehörigkeit gewann er dreimal in Folge die Meisterschaft und zweimal den nationalen Vereinspokal. Auf internationaler Vereinsebene bestritt er 1963/64 drei Spiele gegen den polnischen Vertreter Górnik Zabrze im Wettbewerb um den Europapokal der Landesmeister. Da nach Hin- und Rückspiel in der Vorrunde – beide Mannschaften gewannen ihre Heimspiel jeweils mit 1:0 – kein Sieger feststand, ging das notwendig gewordene Entscheidungsspiel am 9. Oktober 1963 im Praterstadion mit 1:2 verloren. Zuvor war er bereits im 1955 wiederbelebten Wettbewerb um den Mitropapokal eingesetzt worden. In den beiden Viertelfinalbegegnungen am 29. Mai und am 5. Juni 1963 reichte ein 2:0-Sieg im Rückspiel gegen den jugoslawischen Vertreter FK Željezničar Sarajevo nicht aus, da dieser sein Heimspiel im Hinspiel mit 4:1 gewann.
In der Saison 1965/66 spielte er in der zweitklassigen Regionalliga Ost für den SC Wacker Wien, mit dem er als Meister aus dieser Spielklasse hervorging und in die ein Jahr zuvor gegründete Nationalliga aufstieg. In dieser Spielklasse kam er in der Saison 14 Meisterschaftsspielen zum Einsatz.

### Nationalmannschaft
Vargo nahm als A-Jugendspieler an dem von der UEFA organisierten Jugendturnier im Jahr 1960 im eigenen Land teil und belegte mit seiner ÖFB-Jugendauswahl „A“ den vierten Platz, nachdem das Spiel um Platz 3 mit 1:2 gegen die A-Jugendmannschaft Portugals verloren wurde. Drei Jahre später debütierte er für die A-Nationalmannschaft und kam am in den zwei Achtelfinalspielen der EM-Qualifikation gegen die Nationalmannschaft Irlands zum Einsatz. Das torlos gebliebene Hinspiel am 25. September 1963 im Wiener Praterstadion reichte nicht für das Erreichen der nächsten Runde, da das Rückspiel am 13. Oktober 1963 im Dubliner Dalymount Park mit 2:3 verloren wurde.

## Erfolge
Nationalmannschaft
- Vierter UEFA-Juniorenturnier 1960

FK Austria Wien
- Österreichischer Meister 1961, 1962, 1963
- ÖFB-Cup-Sieger 1962, 1963

SC Wacker Wien
- Meister Regionalliga Ost 1966 und Aufstieg in die Nationalliga